# Play Framework
Play Framework（プレイ・フレームワーク）は、ScalaとJava言語で書かれたオープンソースのWebアプリケーションフレームワークである。Model View Controller (MVC) アーキテクチャを採用しており、設定より規約やホットリローディング、エラーのブラウザ上への表示といった方針により、開発者の生産性を上げることを目的としている。
Scala言語のサポートはバージョン1.1より行われていたが、バージョン2.0ではフレームワークのコア自体がScalaにより書き直されている。ビルドとデプロイメントにもScalaベースのビルドツールであるsbtが使用されており、テンプレートエンジンも以前のGroovyの代わりにScalaが採用されている。

## 歴史
Play FrameworkはZenexity社のソフトウェア開発者であるGuillaume Bortにより作成された。しかしこの初期のリリースは外部には公開されておらず、インターネット上で確認できる最も古い情報は2007年5月のものである。2007年になり、プレリリースバージョンが初めてZenexity社のサイトにて公開された。
翌2008年5月になって、バージョン1.0の元となるコードがLaunchpadにて公開された 1.0が完全にリリースされるのは、2009年10月のことである。
その後LaunchpadからGitHubへの移行を経て、2010年11月にPlay 1.1がリリースされた。1.1ではコンポーネントがApache MINAからJBoss Nettyへと変更されており、またScala言語のサポートや、GlassFishコンテナへの対応、非同期Webサービスライブラリ、OAuth認証、HTTPSのサポートなどが行われた。
2011年4月にリリースされたPlay 1.2では、依存性管理ツールであるApache Ivyが組み込まれるとともに、WebSocketのサポートや、DBマイグレーションの統合（ただしリバージョンは未対応）、H2 Databaseへの変更などが行われた。
2011年後半にはPlay 2.0の開発に向けSadek Drobiが加わっている。2012年3月13日にリリースされた2.0では、Scalaの開発環境であるTypesafe Stackと結びついている。
2013年2月6日にリリースされたPlay 2.1では、Scalaが2.10へとアップデートされるとともに、モジュール化や新しいJSON API、フィルタ、それにRequireJSがサポートされた。
2013年9月20日にリリースされたPlay 2.2では、sbtが0.13にアップデートされるとともに、バッファリングやgzip圧縮、それにいくつかのプラットフォーム用のパッケージングタスク（OS X (DMG), Linux (RPM, deb), Windows (MSI) など）がサポートされた。
2021年10月20日、それまで中心的に開発していた Lightbend 社が Play Framework の開発から撤退すると発表した。
2023年10月25日、Play Framework 3.0.0がリリースされた。Play Frameworkは2.xまではLightbendが開発していたAkkaを使用していたが、Akkaが2022年9月よりオープンソースでは無くなったため、AkkaからフォークしたオープンソースのApache Pekkoに切り替わった。

## 特徴
Play Frameworkは、Ruby on RailsとDjangoから大きな影響を受けた、これらと似た同種のフレームワークである。PlayのWebアプリケーションはJava環境で動作するが、Java標準のWebアプリケーション仕様であるJakarta EEの中核機能は必要としない。PlayはJakarta EEの仕様に準拠しないが、その代わりにJakarta EE準拠のプラットフォームと比較してシンプルに開発を行うことができる。
Play Frameworkのアプリケーションは組み込みのNetty Webサーバーを使用して実行するよう設計されている。しかし、開発したアプリケーションをWARパッケージにまとめ、Jakarta EEのアプリケーションサーバで動作させることも可能である。

## 他のフレームワークとの比較
他のJavaフレームワークと比べると、以下のような特徴を持つ
- ステートレス: Play 2は完全にRESTfulである。Jakarta EEのように接続ごとのセッションを利用しない。
- 自動テストの統合: JUnit, Seleniumのサポートを含む。
- 主に必要とされるAPIは標準で組み込まれている。
- 静的メソッド: コントローラの全ての開始点はstatic（Scalaの場合はfunction）として宣言する。ただしPlay 2.1以降はそれ以外の形式もサポートされている。
- 非同期IO: WebサーバーとしてNettyを使用することから、Playは非同期的に大きなリクエストを処理できる。この結果、HTTPスレッド数以上の処理を実行することができる。Jakarta EEでは、Servlet 3.0までこうした非同期処理はサポートされていなかった[19]。
- モジュラー構造: RailsやDjangoのように、Playはモジュール構造を採用している。
- Scala言語のサポート: Play 2は内部的にScalaを使用しており、ScalaのAPIとJavaのAPI双方を公開している。Javaとも完全な互換性がある。

## コンポーネント
Play 2.0はいくつかのJavaの一般的なライブラリを使用している。
- Netty（英語版）: Webサーバー
- Anorm (Scala), Ebean (Java): データベースアクセス。ただしO/Rマッピングは必須ではない。
- Scala: テンプレートエンジン
- 組み込みのホットリローディング
- sbt: 依存性管理

Play Frameworkには以下のような機能が含まれている。
- RESTフレームワーク。
- CRUD: モデルオブジェクトをシンプルに更新するためのモジュール。
- Secure: 単純なユーザー認証を実現するモジュール。
- アノテーションを元としたバリデーションフレームワーク。
- ジョブスケジューラ。
- 簡単に使用できるSMTPメーラー。
- JSONとXMLの解析。
- JPAを元とした永続化層。
- 素早いデプロイメント/テストのための組み込みDB。
- 完全に組み込まれたテスティングフレームワーク。
- 自動的なファイルアップロード機能。
- 複数環境向けの設定。
- 機能を簡単に追加するためのモジュラー構造。
- OpenIDとWebサービスのクライアント。

## 導入事例
Play Frameworkのメーリングリストには9,000名を超える購読者が登録されている。Playは地方政府や企業のイントラネット、モバイル向けWebサイトやOSSといった幅広いプロジェクトで使用されている。
2013年10月現在、Play FrameworkはGitHubにおける最も人気のあるScalaプロジェクトとなっている。
また、いくつかの著名なWebサイトがPlay Frameworkを使用していることを明らかにしている。
- LinkedIn: ビジネス特化型SNS。
- Coursera: オンライン学習[23]。
- http://www.scalacourses.com/ : オンライン学習。
- GENDI: GS1メンバー。
- Mashape（英語版）
- セーヌ＝エ＝マルヌ県: フランスの地方自治体。
- Typesafe: Scalaの開発元Typesafe社のサイト[24]。
- http://live.gilt.com : ライブショッピング。
- http://process.st : SME市場のためのSaaS BPM製品。
- Sync Video: オンラインビデオ視聴のためのサービス。
- Prenser: ニュースメディアネットワーク。
- PeachDish: 食料品Eコマース。

2010年12月には、Play Frameworkを扱った初の電子書籍がリリースされた。この書籍は後に紙媒体でも刊行されている。2011年8月には2冊目の書籍も刊行されている。
2011年8月、クラウドコンピューティングプラットフォームのHerokuはPlayのアプリケーションをネイティブサポートすることを発表した。これはGoogle App EngineにおけるPlay 1.0（Play 2.xではない）のモジュールベースでのサポート、Amazon Web Servicesでのドキュメントによるサポートに続くものであった。
2013年7月には クラウドコンピューティングプラットフォームのJelasticも、Play 2を同環境で使用するためのチュートリアルを公開している。